# كيفن جارفيس (لاعب كرة قاعدة)
كيفن جارفيس (بالإنجليزية: Kevin Jarvis) هو لاعب كرة قاعدة أمريكي، ولد في 1 أغسطس 1969 في ليكسينغتون في الولايات المتحدة.

## وصلات خارجية
- كيفن جارفيس على موقع الدوري الياباني لكرة القاعدة (الإنجليزية)
- كيفن جارفيس على موقعبيزبول رفرنس.كوم (الدوري الرئيسي) (الإنجليزية)
- كيفن جارفيس على موقعبيزبول رفرنس.كوم (الدوري الثانوي) (الإنجليزية)
- كيفن جارفيس على موقع إي إس بي إن.كوم (أم.أل.بي) (الإنجليزية)
- كيفن جارفيس على موقع مشجعي الرسوم البيانية (الإنجليزية)